# Ленчицький повіт
Ленчицький повіт (пол. powiat łęczycki) — один з 21 земських повітів Лодзинського воєводства Польщі. Утворений 1 січня 1999 року в результаті адміністративної реформи. На його території міститься геометричний центр Польщі.

## Загальні дані
Повіт розташований у північній частині воєводства.
Адміністративний центр — місто Ленчиця.
Станом на 1.01.2008 населення становить 52 849 осіб, площа 772,75 км².

## Демографія
Демографічні дані повіту станом на 31 grudnia.2007:
|       | Всього | Всього | Жінки | Жінки | Чоловіки | Чоловіки |
| ----- | ------ | ------ | ----- | ----- | -------- | -------- |
|       | осіб   | %      | осіб  | %     | осіб     | %        |
| Повіт | 52849  | 100    | 27052 | 51,2  | 25797    | 48,8     |
| Міста | 15328  | 100    | 8117  | 53,0  | 7211     | 47,0     |
| Села  | 37521  | 100    | 18935 | 50,5  | 18586    | 49,5     |